# بيرسي روس
بيرسي روس (بالإنجليزية: Percy Ross)‏ هو صحفي أمريكي، ولد في 22 نوفمبر 1916 في لاوريوم في الولايات المتحدة، وتوفي في 14 نوفمبر 2001 في إدينا في الولايات المتحدة.